# Patscherkofel
Le Patscherkofel est un sommet des Alpes, à 2 246 m d'altitude, dans le massif des Alpes de Tux, en Autriche (Tyrol).

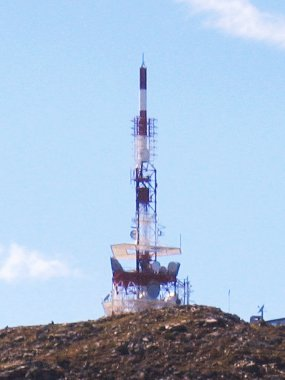
Antenne au sommet.